# ポゼッション島 (クイーンズランド)

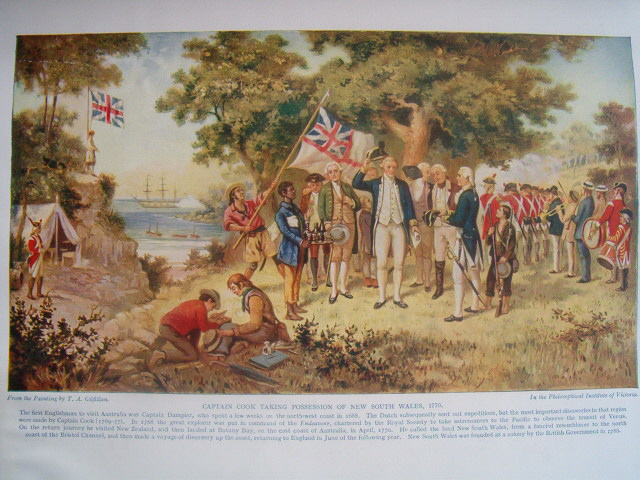
1770年8月22日にポゼッション島にユニオンフラッグを立てるジェームズ・クック（1857年、ジョン・ギルフィラン画）

ポゼッション島 (英語: Possession Island) は、オーストラリア・クイーンズランド州北部沖のトレス海峡諸島に位置する島。先住民（トレス海峡諸島民）のカウラレグ族が用いるベダヌグ (Bedanug)あるいはベダン・ラグ (Bedhan Lag)という名でも知られる。アンカムティ族も島の先住民族である。
ポゼッション島と隣のエボラック島を含む5.10平方キロメートル (1.97 sq mi)の範囲がポゼッション島国立公園に指定されている。これは1977年に設立された保護区で、クイーンズランド公園野生生物局の管理下にある。

## 歴史
1770年、探検家ジェームズ・クック率いるイギリスの帆船エンデバーがオーストラリア大陸東岸を北上してきて、ボタニー湾に数週間停泊した。3か月後、クックはクイーンズランドのポゼッション島で、みずからが探検してきた東海岸全域をイギリスが領有（Possesion）することを宣言した。彼は日記に「今、私は再びイングランドの色を掲げ、ジョージ3世陛下の名のもとに全東海岸の領有権を得た……ニューサウスウェールズという名のもと、その海岸のあたりに位置するすべての港、川、島々と共に。」と記している。
2001年、カウラレグ族はポゼッション島周辺の島々における先住権原を勝ち取った。